# Aven Armand
Aven Armand je jeskyně nalézající se mezi městy Meyrueis a Sainte-Enimie ve francouzském departementu Lozère. Samotná jeskyně se nachází na území obce Hures-la-Parade. Své jméno získala jeskyně po svém objeviteli Louisi Armandovi, který ji objevil 19. září 1897.
Jeskyně je známá především svým lesem 400 stalagmitů, z nichž některé dosahují výšky až 30 m. Tyto stalagmity jsou jedněmi z nejvyšších na světě.
Hlavní jeskynní dóm se nalézá v hloubce 100 m pod povrchem, je 110 m dlouhý, 60 m široký s průměrnou výškou 45 m.
Jeskyně byla zpřístupněna veřejnosti dne 11. června 1927 po vykopání 208 m dlouhého přístupového tunelu. V současnosti návštěvníky dopravuje do jeskyně lanová dráha.

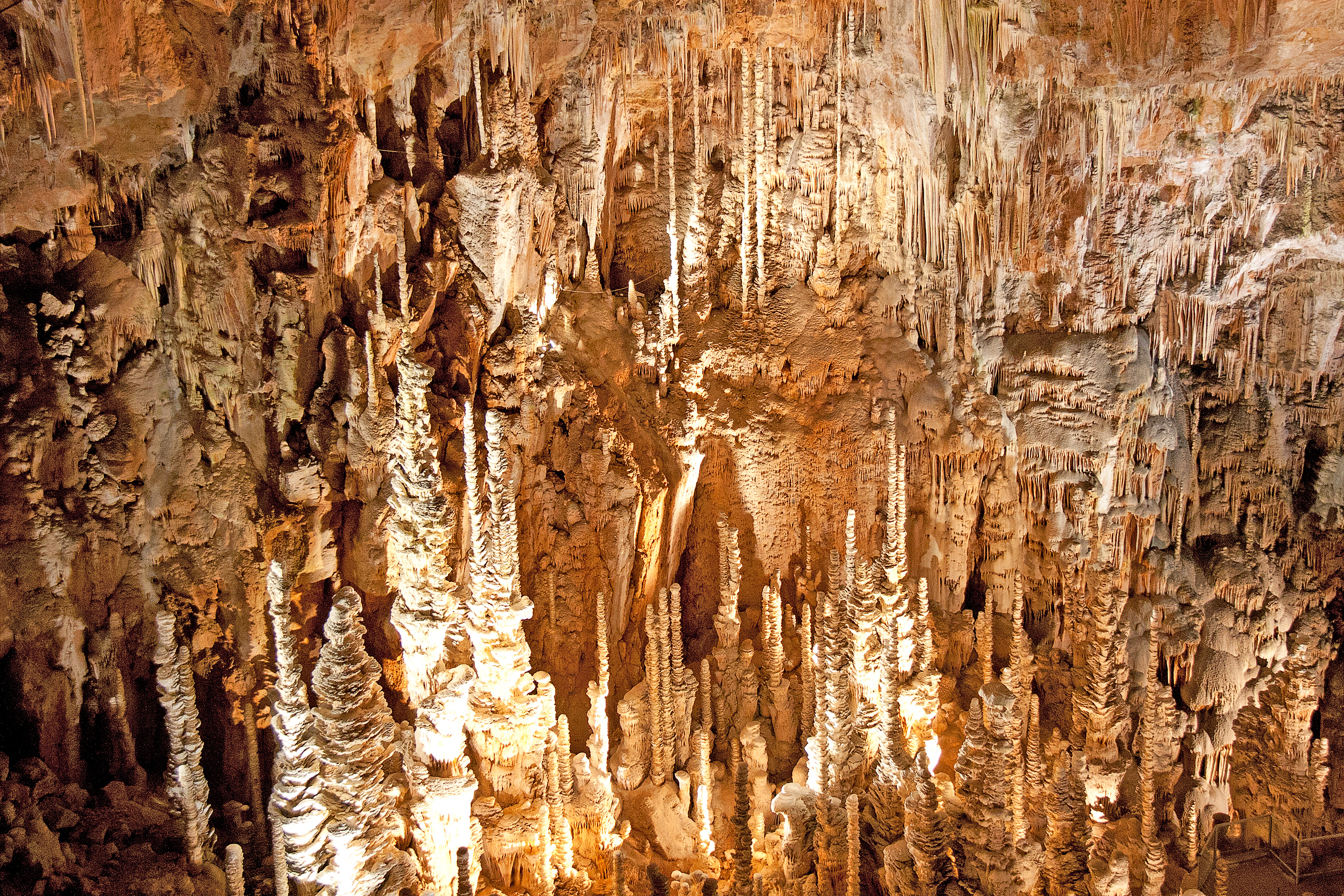
stalagmity v jeskyni Aven Armand
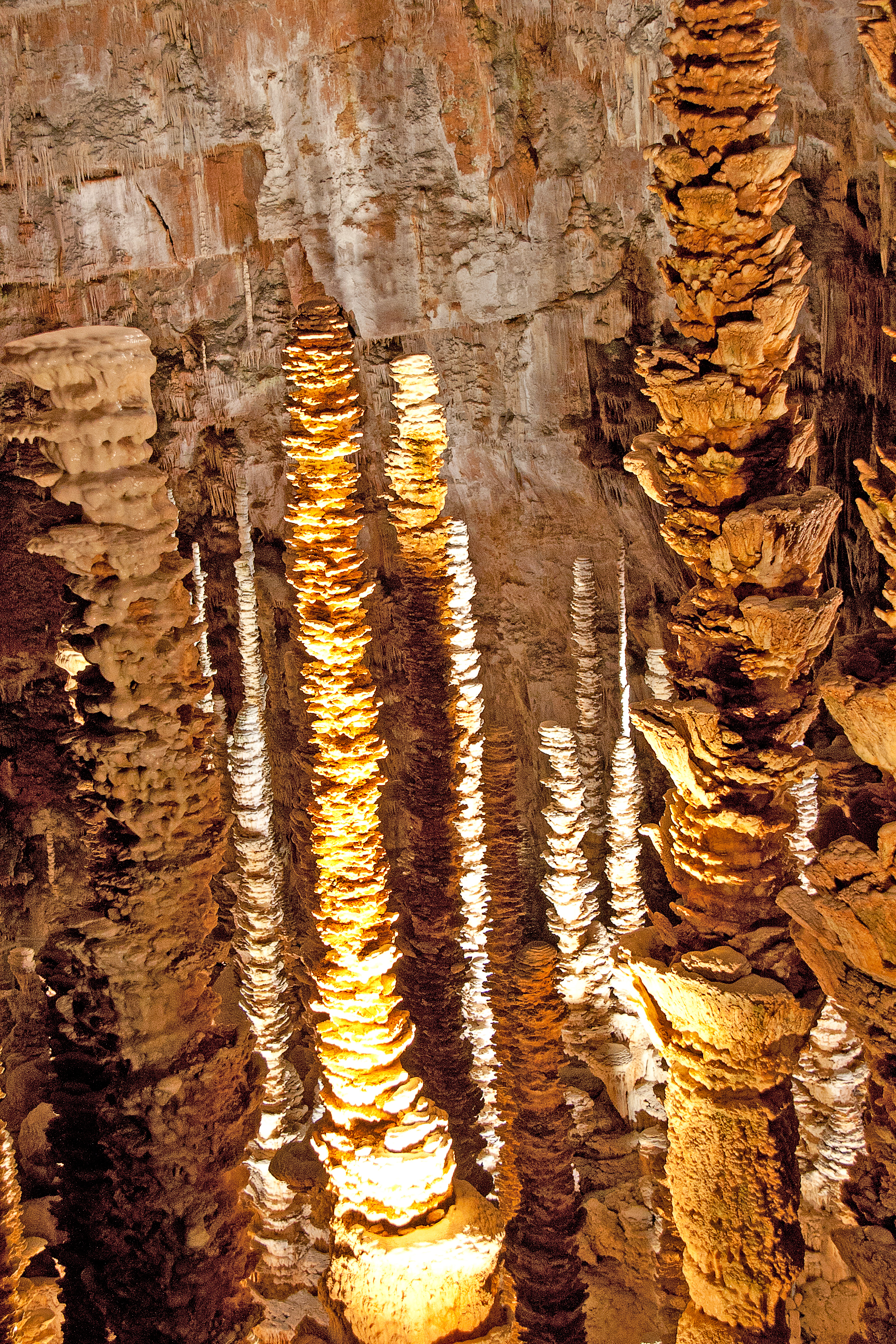
stalagmity v jeskyni Aven Armand
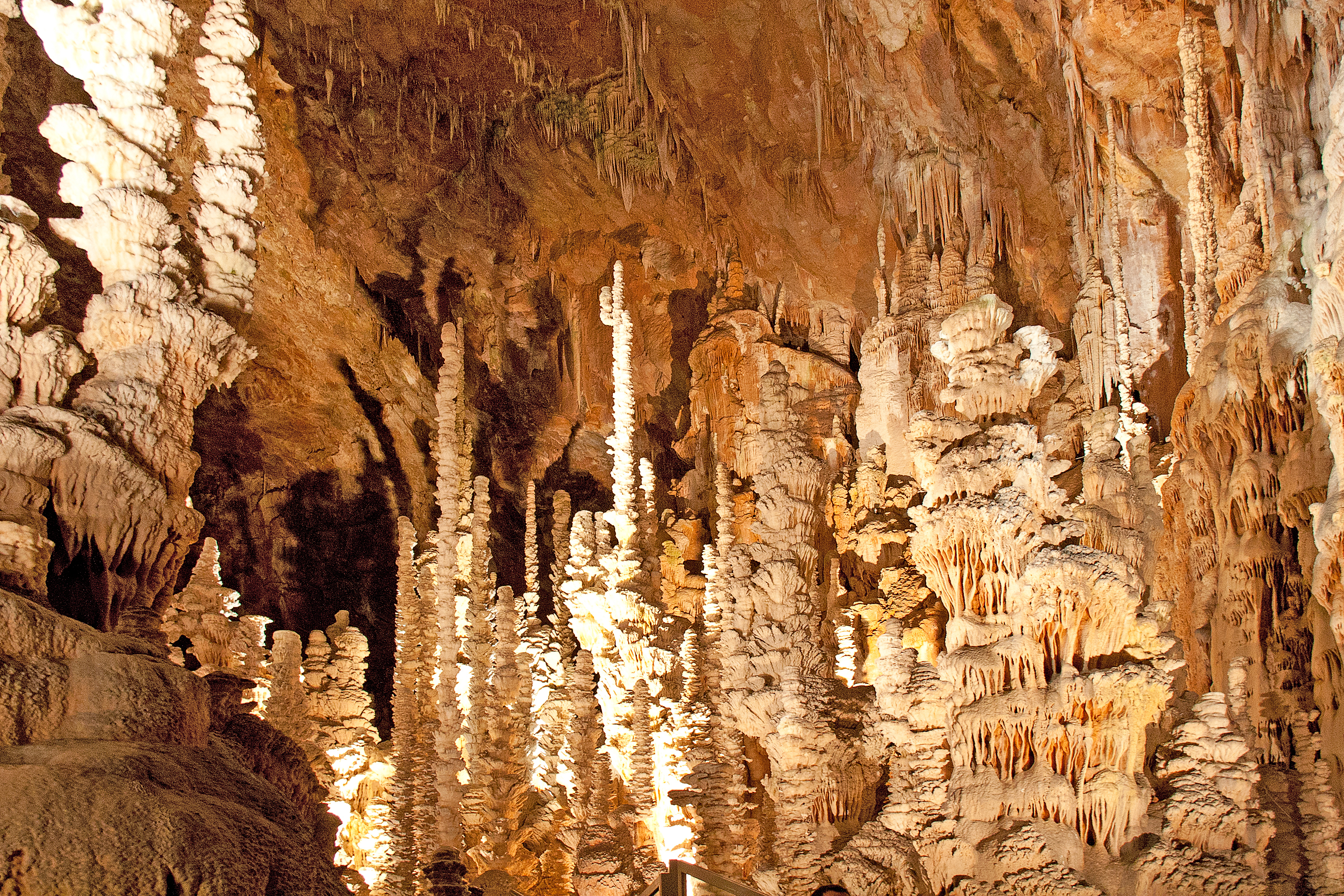
stalagmity v jeskyni Aven Armand
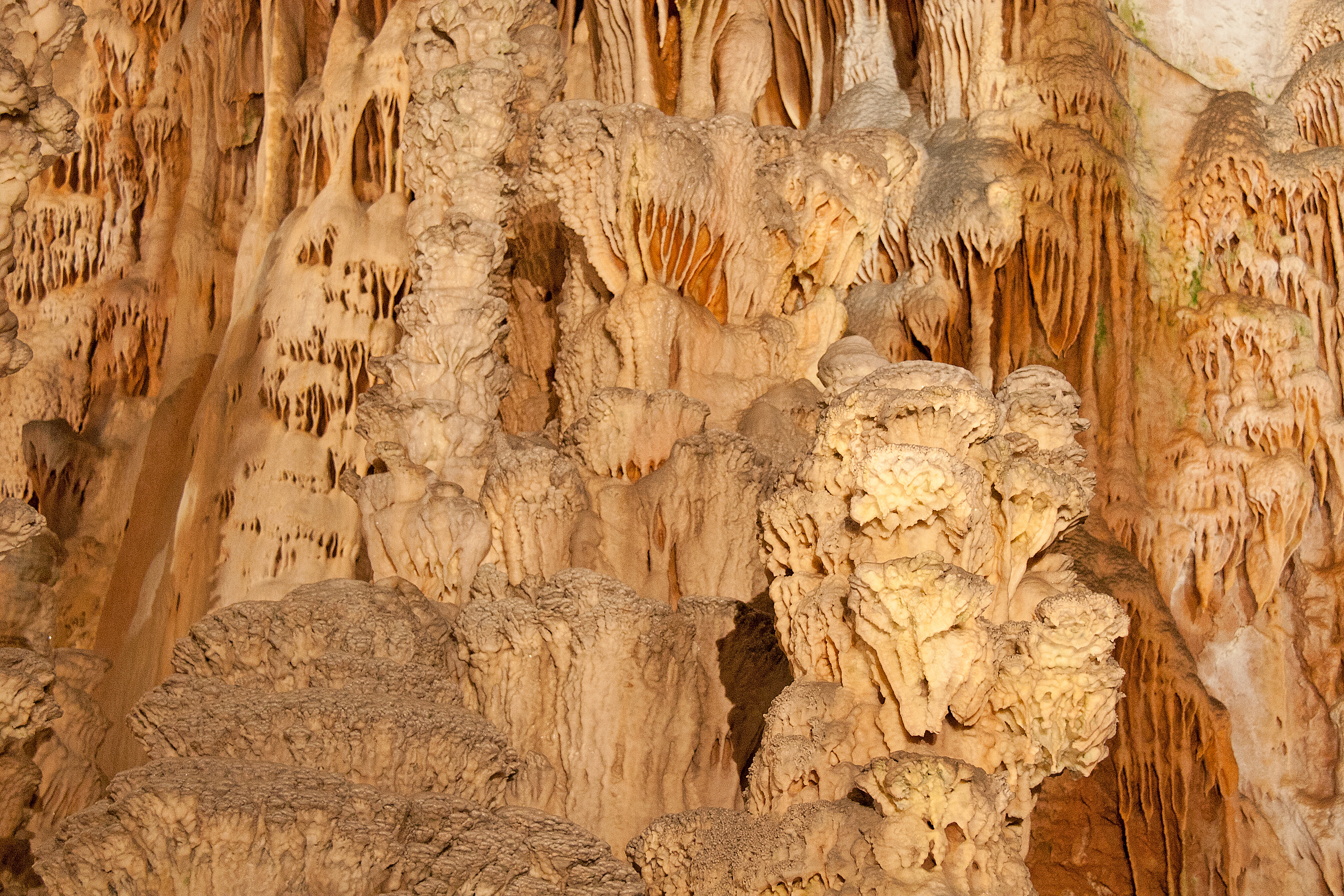
stalagmity v jeskyni Aven Armand